# Donatas Malinauskas
Donatas Malinauskas, właśc. Donat Malinowski herbu Pobóg (ur. 7 marca 1869 w Krasławie, zm. 30 listopada 1942 w Bijsku na Ałtaju) – litewski polityk i dyplomata, jeden z dwudziestu sygnatariuszy Aktu Niepodległości Litwy z 16 lutego 1918 roku.
Urodził się w polskiej rodzinie szlacheckiej. Dorastał na dworze w Oławie. Edukację pobierał w Wilnie, później studiował na Akademii Rolniczej w Taborze, gdzie zapoznał się z działalnością narodowego ruchu czeskiego.
Po ukończeniu studiów powrócił na Litwę do rodzinnego majątku Bychowczyszki obok Daug, angażując się w obronę języka litewskiego w życiu publicznym i Kościele. W 1918 roku wybrano go do Taryby. Głosował za Aktem Niepodległości Litwy z 16 lutego 1918 roku.
W dwudziestoleciu międzywojennym pełnił służbę dyplomatyczną w Czechosłowacji i Estonii. Po aneksji Litwy przez ZSRR w 1940 roku aresztowany przez NKWD – najprawdopodobniej zmarł albo został zabity w jednym z łagrów.